# Vodica (Albania)
Vodica – wieś położona w południowo-wschodniej części Albanii w gminie Mollas. Wieś znajduje się 125 kilometrów od stolicy państwa, Tirany.

## Ludzie urodzeni w Vodica
- Paisjusz, albański biskup prawosławny